# John E. Struggles
John Edward Struggles (* 29. November 1913 in Wilmette, Illinois; † 4. Oktober 2005 in Winnetka, Illinois) war ein amerikanischer Geschäftsmann und Gründer der weltweiten Personalberatung Heidrick & Struggles.

## Leben
Struggles studierte 1932 bis 1934 an der Miami University in Oxford (Ohio). Seine erste Anstellung fand er bei der Consolidated Biscuit Company in Chicago. Über eine Anstellung bei den Pillsbury Mills kam er 1941 zur Firma Montgomery Ward. Hier wurde er Arbeitsdirektor. Im Zweiten Weltkrieg diente er bei der Pazifikflotte.
John E. Struggles gründete 1953 zusammen mit Gardner W. Heidrick das auf die Personalsuche spezialisierte Unternehmen Heidrick & Struggles von einem Zwei-Zimmer-Büro in Chicago. Das Unternehmen ist heute weltweit tätig und vertritt Firmen wie Walt Disney Company, Volvo, Nike, Coca-Cola, Starbucks und Honeywell.
John Struggles hinterließ seine Frau Dorothy Goetz, mit der seit 1937 verheiratet war, sowie einen Sohn, drei Enkel und zwei Ur-Enkel. Eine Tochter starb 1981.